# 6617 Boethius
För andra betydelser, se Boethius (olika betydelser).
6617 Boethius eller 2218 T-1 är en asteroid i huvudbältet som upptäcktes den 25 mars 1971 av den nederländsk-amerikanske astronomen Tom Gehrels och det nederländska astronomparet Ingrid van Houten-Groeneveld och Cornelis Johannes van Houten vid Palomarobservatoriet. Den är uppkallad efter den grekiska filosofen Boethius.
Asteroiden har en diameter på ungefär 3 kilometer.